# بقال‌لی
بقال‌لی (به لاتین: Baqqallı) یک منطقه مسکونی در جمهوری آذربایجان است که در شهرستان تووز واقع شده است. بقال‌لی ۴۶۷ نفر جمعیت دارد.